# Agua Mineral Salus
34°24′10″ пд. ш. 55°19′10″ зх. д. / 34.402833333333° пд. ш. 55.319416666667° зх. д.Agua Mineral Salus — це запатентована марка мінеральної води, що виробляється компанією Salus SA. Його промислова база знаходиться в департаменті Лавальєха, Уругвай. Завод розташований на місці мінерального джерела, за 110 кілометрів (68 миль) на північний схід від Монтевідео та за 10 кілометрів (6,2 милі) на захід від Мінасу.

## Історія
Серед продуктів Salus раніше був пивний бренд Cerveza Patricia. У жовтні 2000 року компанію купили «Данон» і «Амбев». Danone зайняла частину мінеральних вод, а Ambev – пива. З того часу компанія Danone припинила випуск деяких продуктів, зосередившись на виробництві негазованої та газованої води та безалкогольних ароматизованих напоїв.
До цього часу Salus використовував тільки скляні пляшки; з цієї дати він використовує переважно ПЕТ-пляшки 500 мл, 1,5, 2,25 та 5 літрів, а також скляні пляшки 500 мл та 1 літр.
Компанія покриває великий відсоток місцевого ринку та експортує до Бразилії під торговою маркою Fuente del Puma.

## Склад води
Відповідно до сертифікованого аналізу Laboratorio Tecnológico del Uruguay 2008 року, мінеральна вода Salus містить 152 мг/л сухого залишку при 180°C. Має високий вміст мінералів і низький вміст натрію.
| Мінерали      | 2008 LATU test | 2011 stated |
| Сухий залишок | 152 mg/L       | 124 mg/L    |
| Ca            | 35 mg/L        | 36 mg/L     |
| Mg            | 9.5 mg/L       | 8.9 mg/L    |
| Na            | 6.8 mg/L       | 7.2 mg/L    |
| K             | 0.7 mg/L       | 0.71 mg/L   |
| Cl            | 6.99 mg/L      | 7.1 mg/L    |
| N             | 2.52 mg/L      | 0.7 mg/L    |
| SO4           | 4.47 mg/L      | 5.7 mg/L    |

## Інтернет-ресурси
- Офіційний сайт(ісп.)